# Manchego
Il  Manchego è un formaggio spagnolo a pasta pressata prodotto con latte di pecora di razza Manchega allevata nelle province (eccetto la provincia di Guadalajara) della  comunità autonoma di Castiglia-La Mancia.
Dal giugno 1996, a livello europeo, la denominazione Queso Manchego è stata riconosciuta denominazione di origine protetta (DOP) e suo disciplinare di produzione modificato nel 2012.

## Descrizione
Ha una forma cilindrica di diametro massimo di 22 cm e di altezza massima di 12 cm. La pasta è compatta, il colore varia dal bianco all'avorio tendente al giallo e può presentare un'occhiatura. Suo sapore è leggermente acido, forte e saporito, che diventa piccante nei formaggi molto stagionati.

## Zona geografica
È costituita dai territori di vari comuni appartenenti alle province di  Albacete, Ciudad Real, Cuenca e Toledo.